# 31ns Premis del Cinema Europeu
Els 31ns Premis del Cinema Europeu, presentats per l'Acadèmia del Cinema Europeu, van reconèixer l'excel·lència del cinema europeu. La cerimònia va tenir lloc el 15 de desembre de 2018 al Teatre de la Maestranza de Sevilla. Per tal de mostrar la diversitat d'Europa, enguany la gala no ha estat presentada per un sol presentador, sinó per un equip de sis actors de sis països: l'espanyola Rossy de Palma, l'israelià Ashraf Barhom, la francesa Amira Casar, la romanesa Anamaria Marinca, el rus Ivan Xvedov i l'alemany Tom Wlaschiha.

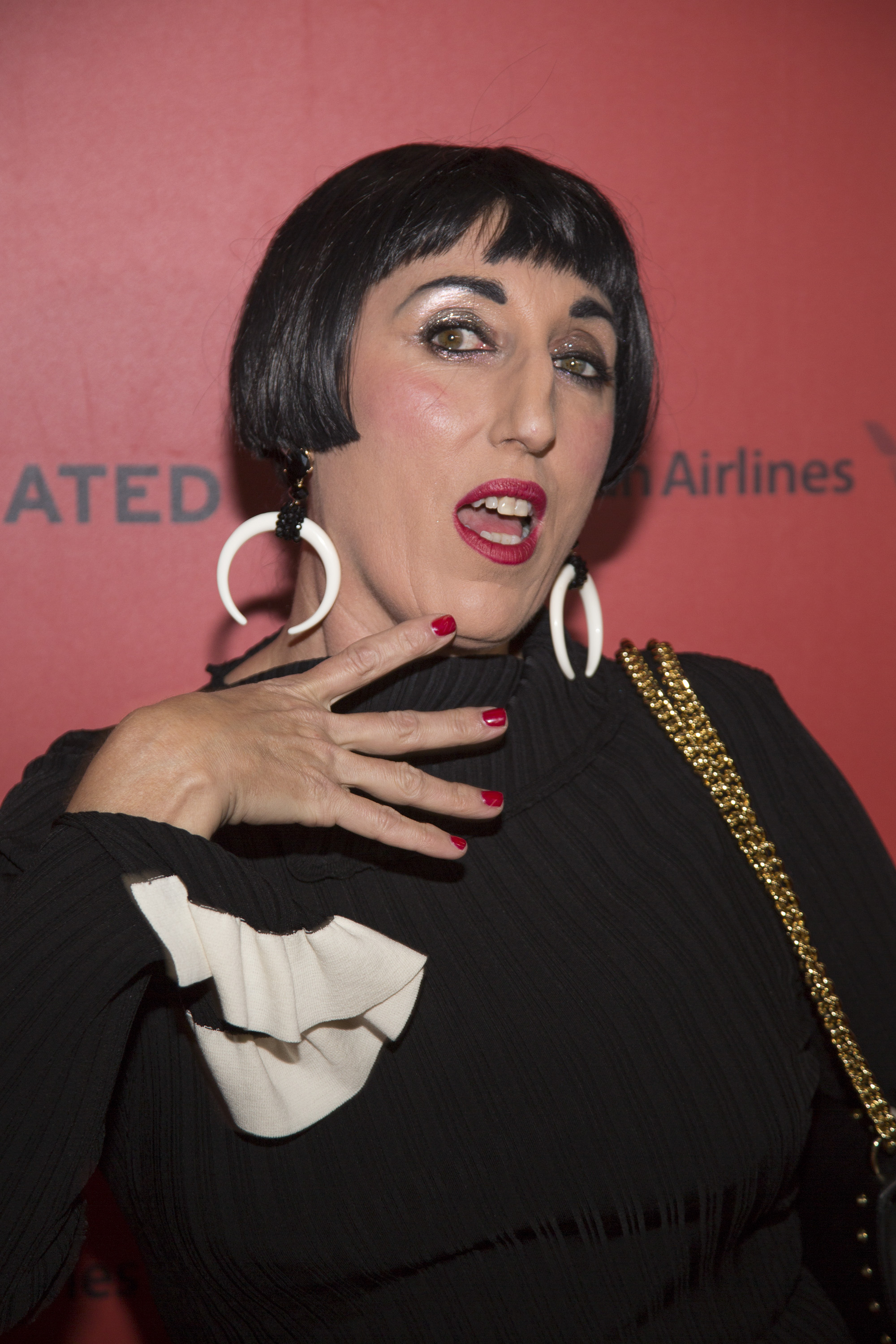
Rossy de Palma

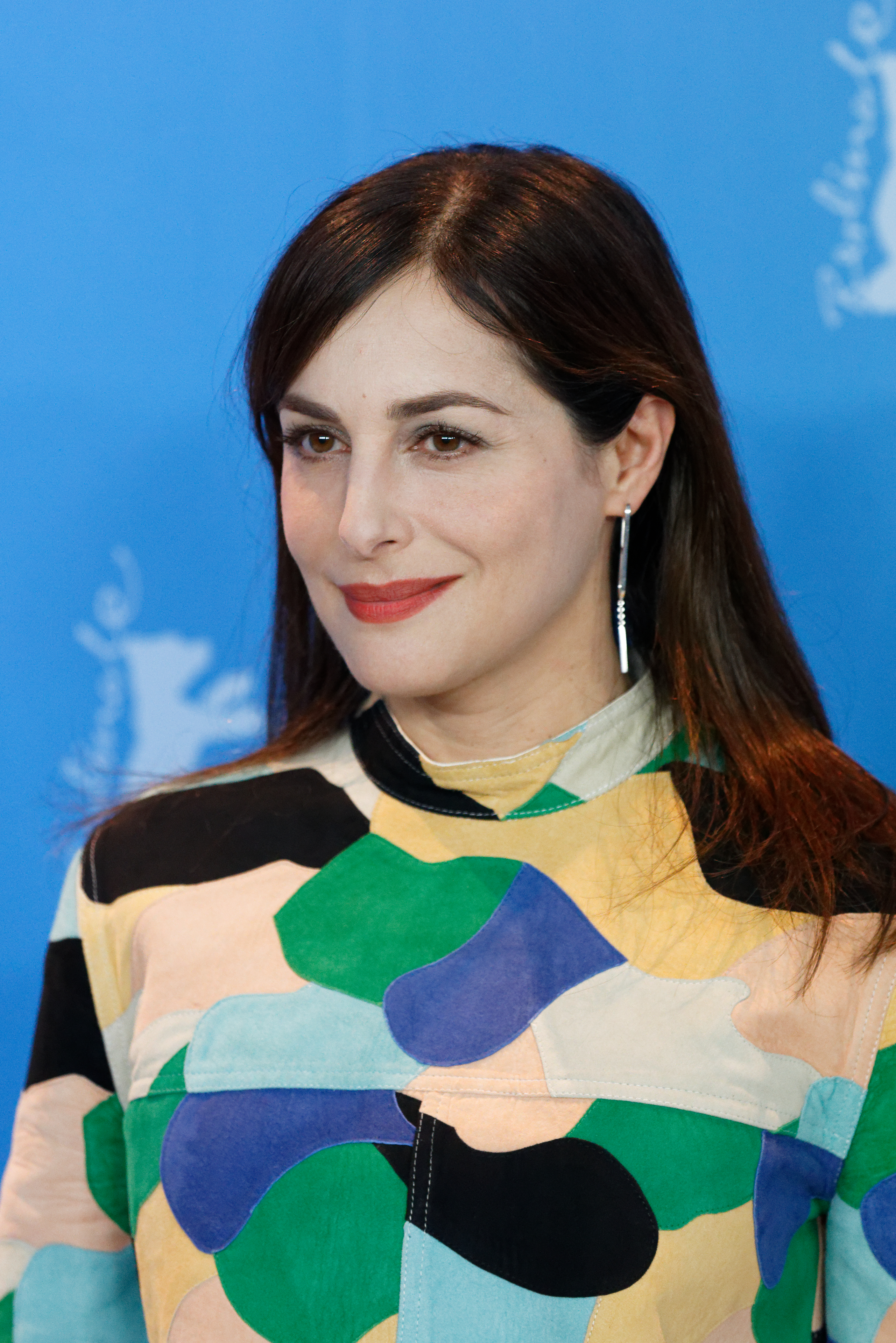
Amira Casar

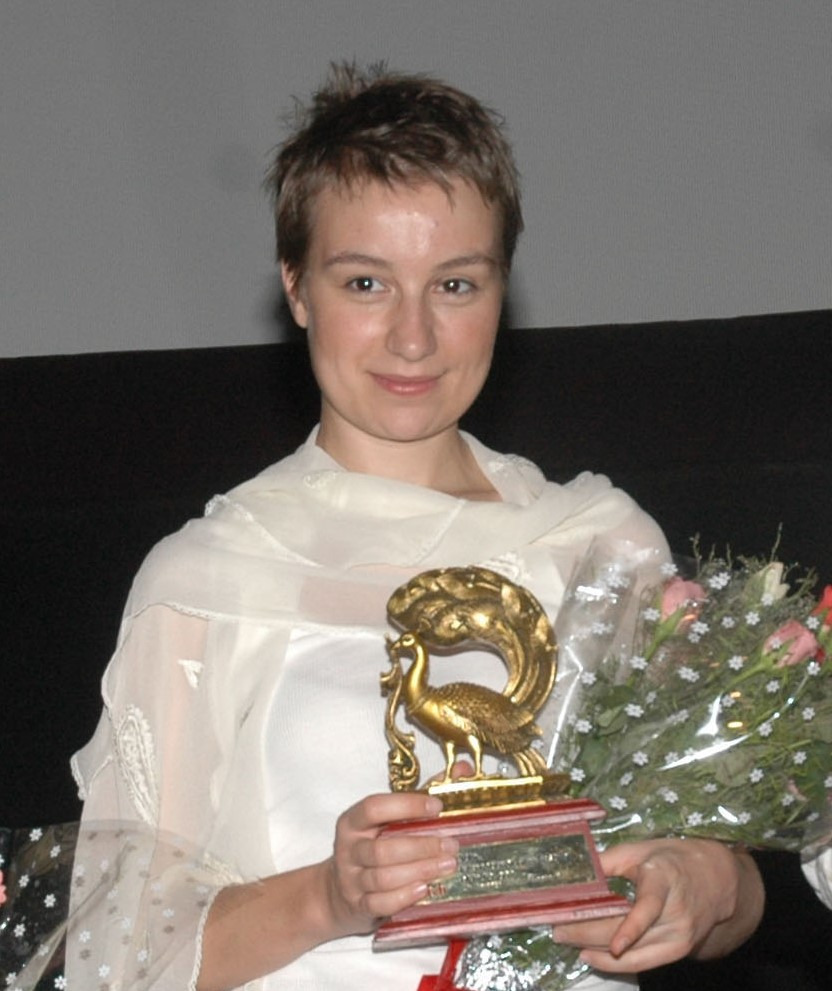
Anamaria Marinca

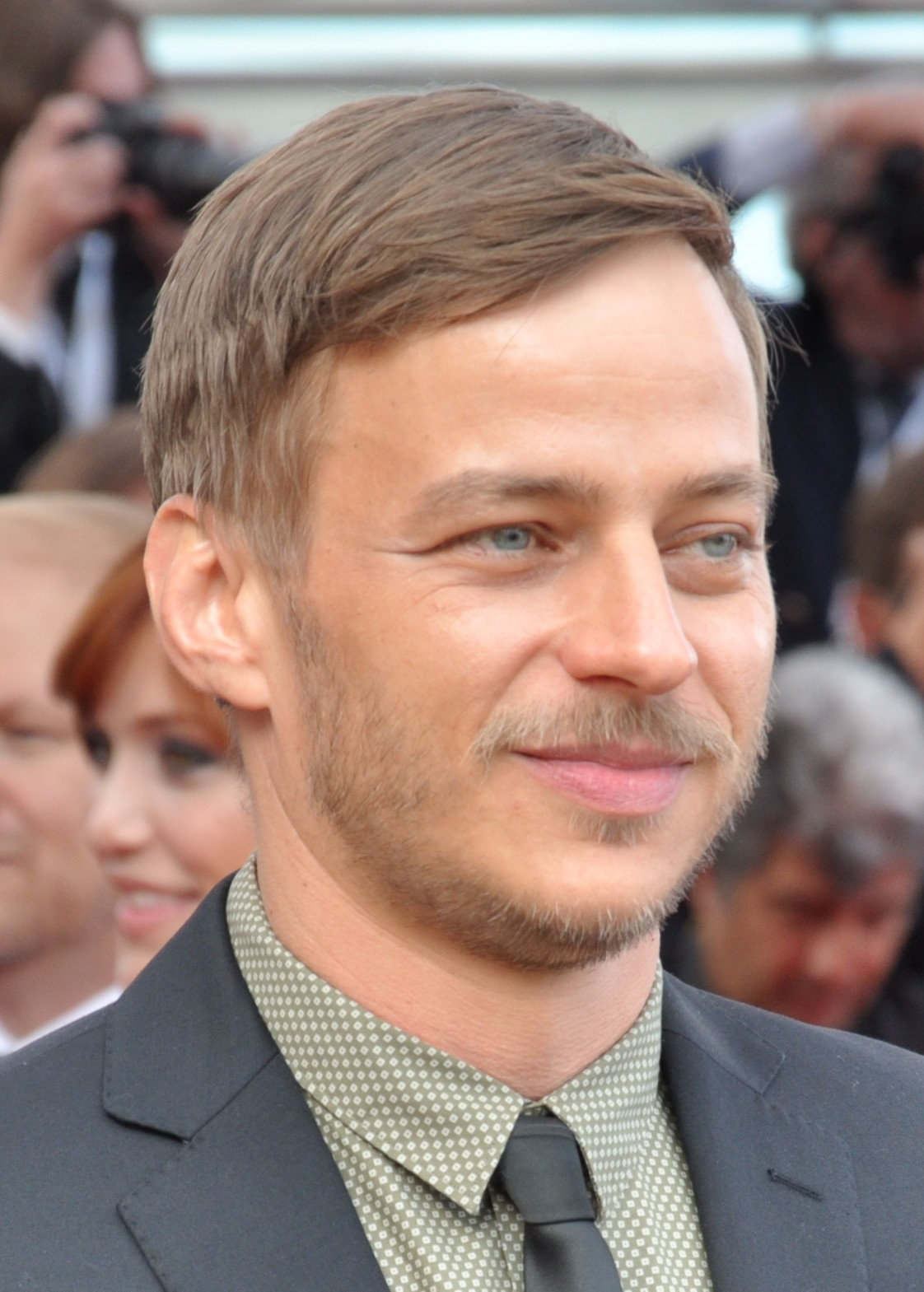
Tom Wlaschiha

La gala va comptar amb una actuació musical en directe d'artistes andalusos a càrrec del coreògraf i ballarí sevillà Andrés Marín i la cantant de flamenc Rocío Marques. Els guanyadors de les 22 categories de premis i van lliurar els premis Victoria Abril, Hanna Alström, Alexandra Borbély, Anna Geislerová, Vicky Krieps i Emmanuelle Seigner, així com Carlos Areces i els seus companys masculins Chiwetel Ejiofor, Alexander Fehling i Nahuel Pérez Biscayart, així com el cineasta irlandès Jim Sheridan i Wim Wenders, president de l'Acadèmia del Cinema Europeu.
El 21 d'agost de 2018, l'Acadèmia del Cinema Europeu va publicar la llista de selecció, per la qual els vint països amb més membres de l'acadèmia podien votar directament una pel·lícula cadascun, la resta les va decidir el comitè de selecció de l'EFA, que incloïa la junta directiva de l'acadèmia, així com sis experts convidats. La llista incloïa 49 llargmetratges de 35 països europeus. La llista de nominats al premi es va donar a conèixer el 10 de novembre de 2018 al Festival de Cinema Europeu de Sevilla. En comparació amb anys anteriors, el nombre de premis atorgats es va incrementar en un: els dissenyadors dels millors efectes visuals van ser reconeguts amb un premi de creador independent. En conseqüència, el 2018 es van atorgar premis en 23 categories: 
- 10 en la categoria artística per ser elegits pels vots dels socis;
- 8 en categories tècniques que decidirà un jurat
- en 3 categories de premis especials;
- 2 en categories de premis del públic.

La gran guanyadora de la nit fou la nova pel·lícula del director polonès Paweł Pawlikowski Guerra freda, qui ja havia guanyat gairebé tots els premis el 2014 amb Ida. Aquest cop va guanyar els premis a la millor pel·lícula, director, guió i actriu (així com la de millor editor), mentre que l'italiana Dogman només va guanyar la de millor actor (a més de les de millor vestuari i maquillatge). El premi a l'aportació europea al cinema mundial la va guanyar l'actor britànic Ralph Fiennes, i el premi a la trajectòria va anar a para a l'actriu espanyola Carmen Maura.

## Pel·lícules seleccionades
1. 3 Tage in Quiberon - dirigida per Emily Atef
2. Den Skyldige - director: Gustav Möller
3. Undir trénu - director: Hafsteinn Gunnar Sigurðsson
4. Muškarci ne plaču - director: Alen Drljević
5. The House That Jack Built - director: Lars von Trier
6. Lazzaro felice - dirigida per Alice Rohrwacher
7. Ahlat Ağacı - director: Nuri Bilge Ceylan
8. Ága - director: Milko Lazarov
9. Twarz - director: Małgorzata Szumowska
10. Ayka (Айка) dirigida per Serguei Dvortsevoi
11. Beast dirigit per Michael Pearce
12. Borg/McEnroe dirigit per Janus Metz Pedersen
13. Carmen y Lola - director: Arantxa Echevarría
14. Cobain - dirigida per Nanouk Leopold
15. Dene wos guet geit - director: Cyril Schäublin
16. Der Hauptmann - dirigida per Robert Schwentke
17. Diamantino dirigit per Gabriel Abrantes i Daniel Schmidt
18. Dogman  - director: Matteo Garrone
19. Donbass - director: Serguí Loznítsia
20. Dovlatov (Довлатов) - dirigida per Aleksei Alekseivitx German
21. Egy nap - director: Zsófia Szilágyi
22. Foxtrot (פוֹקְסטְרוֹט) dirigit per Samuel Maoz
23. Fuga - dirigida per Agnieszka Smoczyńska
24. Ga'agua געגוע - director: Savi Gabizon
25. Handia - dirigida per Aitor Arregi i Jon Garaño
26. Border - director: Ali Abbasi
27. Guerra freda (Zimna wojna) - director: Paweł Pawlikowski
28. El viatge de Nisha - dirigida per Iram Haq
29. Kona fer í stríð dirigida per Benedikt Erlingsson
30. La casa vora el mar - dirigida per Robert Guédiguian
31. Girl - director: Lukas Dhont
32. Jusqu'à la garde - director: Xavier Legrand
33. Licht - director: Barbara Albert
34. Michael Inside - dirigida per Frank Berry
35. Milada - director: David Mrnka
36. Nar Baği - director: Ilgar Najaf
37. Nu mă atinge - dirigida per Adina Pintilie
38. Leto (Лето) - director: Kirill Serebrennikov
39. Ondes de choc: Journal de ma tête - dirigit per Ursula Meier
40. Paddington 2 dirigit per Paul King
41. Petra - dirigida per Jaime Rosales
42. Oiktos - director: Babis Makridis
43. Pororoca - dirigida per Constantin Popescu
44. Sashishi deda - director: Ana Urushadze
45. Styx - director: Wolfgang Fischer
46. Aritmía (Аритмия) - director: Boris Khlebnikov
47. Transit - director: Christian Petzold
48. Utøya 22. juli - director: Erik Poppe
49. Vojna Anni (Война Анны) - director: Aleksei Fedortxenko

## Premis atorgats pels membres de l'acadèmia
Els guanyadors estan en fons groc i en negreta.

### Millor pel·lícula europea
| Títol          | Director(s)       | Productor(s)                                                                           | Productora                                                                                  | País                                |
| -------------- | ----------------- | -------------------------------------------------------------------------------------- | ------------------------------------------------------------------------------------------- | ----------------------------------- |
| Guerra freda   | Paweł Pawlikowski | Tanya Seghatchian, Ewa Puszczynska                                                     | Apocalypso Pictures, BFI Film Fund, Film4, MK2 Productions, Opus Film, Protagonist Pictures | Polònia · França · Regne Unit       |
| Border         | Ali Abbasi        | Nina Bisgaard, Peter Gustafsson, Petra Jonsson                                         | META Film, Black Spark Film & TV, Karnfilm, TriArt Film                                     | Suècia · Dinamarca                  |
| Dogman         | Matteo Garrone    | Matteo Garrone, Jeremy Thomas, Jean Labadie, Paolo Del Brocco                          | Archimede, Le Pacte, 01 Distribution                                                        | Itàlia · França                     |
| Girl           | Lukas Dhont       | Dirk Impens                                                                            | Menuet, Frakas Productions, Topkapi Films, Netflix                                          | Bèlgica · Països Baixos             |
| Lazzaro felice | Alice Rohrwacher  | Carlo Cresto-Dina, Gregory Gajos, Pierre-François Piet, Tiziana Soudani, Michael Weber | Tempesta SRL, Amka Films Productions, Ad Vitam Production, Pola Pandora, Filmproduktions    | Itàlia · Alemanya · França · Suïssa |

### Millor comèdia europea
| Títol               | Director(s)                       | Productor(s)                                                        | Productora                                         | País                          |
| ------------------- | --------------------------------- | ------------------------------------------------------------------- | -------------------------------------------------- | ----------------------------- |
| The Death of Stalin | Armando Iannucci                  | Yann Zenou, Laurent Zeitoun, Nicolas Duval Adassovsky, Kevin Loader | eOne Films, IFC, Gaumont                           | França · Regne Unit · Bèlgica |
| C'est la vie        | Olivier Nakache & Eric Toledano   | Nicolas Duval Adassovsky, Laurent Zeitoun, Yann Zenou               | Quad Productions, Ten Films                        | França                        |
| Diamantino          | Gabriel Abrantes & Daniel Schmidt | Justin Taurand, Maria João Mayer, Daniel van Hoogstraten            | Maria & Mayer, Les Films du Bélier, Syndrome Films | Portugal · França · Brasil    |

### Millor director europeu
| Receptor(s)       | Títol          |
| ----------------- | -------------- |
| Paweł Pawlikowski | Guerra freda   |
| / Ali Abbasi      | Border         |
| Matteo Garrone    | Dogman         |
| Samuel Maoz       | Foxtrot        |
| Alice Rohrwacher  | Lazzaro felice |

### Millor actriu europea
| Receptor(s)              | Títol              | Paper                 |
| ------------------------ | ------------------ | --------------------- |
| Joanna Kulig             | Guerra freda       | Zuzanna "Zula" Lichoń |
| Marie Bäumer             | 3 Tage in Quiberon | Romy Schneider        |
| Halldóra Geirharðsdóttir | Kona fer í stríð   | Halla                 |
| Bárbara Lennie           | Petra              | Petra                 |
| Eva Melander             | Border             | Tina                  |
| Alba Rohrwacher          | Lazzaro felice     | Antonia               |

### Millor actor europeu
| Receptor(s)      | Títol                             | Paper         |
| ---------------- | --------------------------------- | ------------- |
| Marcello Fonte   | Dogman                            | Marcello      |
| Jakob Cedergren  | Den skyldige                      | Asger Holm    |
| Rupert Everett   | La importància de ser Oscar Wilde | Oscar Wilde   |
| Sverrir Gudnason | Borg/McEnroe                      | Björn Borg    |
| Tomasz Kot       | Guerra freda                      | Wiktor Warski |
| Victor Polster   | Girl                              | Lara          |

### Millor guió europeu
| Receptor(s)                                        | Títol          |
| -------------------------------------------------- | -------------- |
| Paweł Pawlikowski                                  | Guerra freda   |
| Ali Abbasi, Isabella Eklöf & John Ajvide Lindqvist | Border         |
| Matteo Garrone, Ugo Chiti & Massimo Gaudioso       | Dogman         |
| Gustav Möller & Emil Nygaard Albertsen             | Den skyldige   |
| Alice Rohrwacher                                   | Lazzaro felice |

## Premis tècnics
Un jurat especial de set membres es va reunir a Berlín i va decidir els guanyadors en set categories tecnològiques. Els membres del jurat són:
- Mattias Eklund, dissenyador de so, Suècia
- Christopher Slaski, compositor, Regne Unit
- Dasha Danilova, editora, Rússia
- Malina Ionescu, dissenyadora de vestuari, Romania
- Marcelle Genovese, perruqueria i maquilladora, Malta
- Luca Bigazzi, director de fotografia, Itàlia
- Monica Rottmeyer, dissenyador de producció, Suïssa.
- Dadi Einarsson, efectes visuals, Islàndia

### Millor fotografia - Premi Carlo di Palma
| Receptor(s)      | Títol               |
| ---------------- | ------------------- |
| Martin Otterbeck | Utøya, 22 de juliol |

### Millor muntatge
| Receptor(s)       | Títol        |
| ----------------- | ------------ |
| Jarosław Kamiński | Guerra freda |

### Millor direcció artística
| Receptor(s)      | Títol |
| ---------------- | ----- |
| Andrei Ponkratov | Leto  |

### Millor dissenyador de vestuari
| Receptor(s)             | Títol  |
| ----------------------- | ------ |
| Massimo Cantini Parrini | Dogman |

### Millor compositor
| Receptor(s)                         | Títol              |
| ----------------------------------- | ------------------ |
| Christoph M. Kaiser and Julian Maas | 3 Tage in Quiberon |

### Millor disseny de so
| Receptor(s)                           | Títol         |
| ------------------------------------- | ------------- |
| André Bendocchi-Alves i Martin Steyer | Der Hauptmann |

### Millor maquillatge i perruqueria
| Receptor(s)                                      | Títol  |
| ------------------------------------------------ | ------ |
| Dalia Colli, Lorenzo Tamburini i Daniela Tartari | Dogman |

### Millors efectes visuals
| Receptor(s)  | Títol  |
| ------------ | ------ |
| Peter Hjorth | Border |

## Premis dels Crítics

### Premi al descobriment europeu-Prix Fipresci
| Títol              | Director(s)     | Productor(s)                                         | Productora                                                                                | País                                                     |
| ------------------ | --------------- | ---------------------------------------------------- | ----------------------------------------------------------------------------------------- | -------------------------------------------------------- |
| Girl               | Lukas Dhont     | Dirk Impens                                          | Menuet, Frakas Productions, Topkapi Films, Netflix                                        | Bèlgica · Països Baixos                                  |
| Egy nap            | Zsófia Szilágyi | Edina Kenesei, Ági Pataki                            | Filmpartners, Sparks, Vertigo Média Kft., Zeta Filmes                                     | Hongria                                                  |
| Sashishi deda      | Ana Urushadze   | Lasha Khalvashi, Tinatin Kajrishvili                 | Artizm, Gemini, Allfilm, Georgian National Film Centre                                    | Geòrgia · Estònia                                        |
| Den Skyldige       | Gustav Möller   | Lina Flint                                           | Nordisk Film Spring, New Danish Screen, Magnolia Pictures                                 | Dinamarca                                                |
| Dene wos guet geit | Cyril Schäublin | Silvan Hillmann, Cyril Schäublin, Lara Hacisalihzade | Seeland Filmproduktion, Film IGRF                                                         | Suïssa                                                   |
| Nu mă atinge       | Adina Pintilie  | Adina Pintilie, Bianca Oana, Philippe Avril          | Manekino Film, 4 Proof Film, Agitprop, Les Films de l'Étranger, Pink Productions, Rohfilm | Romania · Alemanya · República Txeca · Bulgària · França |

## Millor pel·lícula europea d'animació
Els nominats es van anunciar el 23 d'octubre de 2018.
| Títol               | Director(s)                      | Productor(s)                                                                              | Productores | País                                             | Idioma  |
| ------------------- | -------------------------------- | ----------------------------------------------------------------------------------------- | --- | ------------------------------------------------ | ------- |
| Another Day of Life | Raúl de la Fuente & Damian Nenow | Jarek Sawko, Amaia Remirez, Ole Østergaard                                                | Platige Image, Kanaki Films | Polònia · Espanya · Bèlgica · Alemanya · Hongria | Polonès |
| Cavernícola         | Nick Park                        | Peter Lord, David Sproxton, Nick Park, Carla Shelley, Richard Beek                        | Aardman Animations, British Film Institute, StudioCanal                                                                                             | Regne Unit                                       | Anglès  |
| The Breadwinner     | Nora Twomey                      | Anthony Leo, Tomm Moore, Andrew Rosen, Paul Young                                         | Cartoon Saloon, Aircraft Pictures, Guru Studio, Jolie Pas, Irish Film Board, Melusine Productions, Telefilm Canada, Elevation Pictures, StudioCanal | República d'Irlanda · Canadà · Luxemburg         | Anglès  |
| Croc-Blanc          | Alexandre Espigares              | Clément Calvet, Jérémie Fajner, Peter Saraf, Marc Turtletaub, Lilian Eche, Christel Henon | Superprod, Bidibul Productions, Big Beach, Wild Bunch                                                                                               | França · Luxemburg                               | Francès |

## Premis de l'Audiència

### Premi del Públic
Els nominats es van anunciar el 3 de setembre de 2018.
| Títol                                  | Títol                           | País de producció                                            |
| -------------------------------------- | ------------------------------- | ------------------------------------------------------------ |
| Digue'm pel teu nom                    | Luca Guadagnino                 | Itàlia · França · Estats Units d'Amèrica · Brasil            |
| Borg/McEnroe                           | Janus Metz Pedersen             | Suècia · Dinamarca · Finlàndia · República Txeca             |
| C'est la vie                           | Olivier Nakache & Éric Toledano | França                                                       |
| Dunkerque                              | Christopher Nolan               | Regne Unit · Països Baixos · França · Estats Units d'Amèrica |
| Darkest Hour                           | Joe Wright                      | Regne Unit                                                   |
| A l'ombra                              | Fatih Akin                      | Alemanya                                                     |
| The Death of Stalin                    | Armando Iannucci                | Regne Unit · França                                          |
| Valerian i la ciutat dels mil planetes | Luc Besson                      | França                                                       |
| La reina Victòria i Abdul              | Stephen Frears                  | Regne Unit                                                   |

### Premi Universitari
| Títol               | Director(s)       | Productor(s)                                                                            | Productora                                                                               | País                                | Idioma  |
| ------------------- | ----------------- | --------------------------------------------------------------------------------------- | ---------------------------------------------------------------------------------------- | ----------------------------------- | ------- |
| Lazzaro felice      | Alice Rohrwacher  | Carlo Cresto-Dina, Gregory Gajos, Pierre-François Piet, Tiziana Soudani, Michael Weber  | Tempesta SRL, Amka Films Productions, Ad Vitam Production, Pola Pandora, Filmproduktions | Itàlia · Alemanya · França · Suïssa | Italià  |
| Foxtrot             | Samuel Maoz       | Michael Weber, Viola Fügen, Eitan Mansuri, Cedomir Kolar, Marc Baschet & Michel Merktri | Bord Cadre Films                                                                         | Israel · Alemanya · França · Suïssa | Hebreu  |
| Styx                | Wolfgang Fischer  | Marcos Kantis, Martin Lehwald                                                           | A.S.A.P.,ARTE,Arte France Cinéma                                                         | Alemanya · Àustria                  | Alemany |
| Ouăle Lui Tarzan    | Alexandru Solomon | Ada Solomon, Cedric Bonin, Pascaline Geoffroy                                           | HI Film Productions,Seppia Production                                                    | Romania · França                    | Romania |
| Utøya, 22 de juliol | Erik Poppe        | Stein B. Kvae & Finn Gjerdrum                                                           | Paradox Film 7,Paradox,MEDIA Programme of the European Union                             | Noruega                             | Noruec  |

## Millor documental - Prix arte
| Títol                     | Director(s)                       | Productor(s)                                                      | Productora | País                             | Idioma                |
| ------------------------- | --------------------------------- | ----------------------------------------------------------------- | --- | -------------------------------- | --------------------- |
| Bergman – ett år, ett liv | Jane Magnusson                    | Mattias Nohrborg, Cecilia Nessen, Fredrik Heinig                  | B-Reel Films, Carlotta Films, Filmarti, Imovision                                                                           | Suècia · Alemanya                | Suec, anglès, alemany |
| Una dona captiva          | Bernadett Tuza-Ritter             | Julianna Ugrin, Viki Réka Kiss                                    | Éclipse Film, Corso Film | Hongria · Alemanya               | Hongarès              |
| De pares a fills          | Talal Derki                       | Eva Kemme, Hans Robert Eisenhauer, Ansgar Frerich, Tobias Siebert | Cinema Group Production, Südwestrundfunk, Impact Partners, Basis Berlin Filmproduktion, Ventana Film- und Fernsehproduktion | Alemanya · Síria · Líban · Qatar | Àrab                  |
| La guerra de l'Oleg       | Simon Lereng Wilmont              | Monica Hellström                                                  | Final Cut for Real | Dinamarca · Finlàndia · Suècia   | Rus                   |
| El silencio de otros      | Almudena Carracedo & Robert Bahar | Almudena Carracedo, Robert Bahar                                  | Semilla Verde Productions, Lucernam Films, Blue Ice Docs, El Deseo, ITVS, Latino Public Broadcasting, P.O.V.                | Espanya · Estats Units d'Amèrica | Castellà              |

## Millor curtmetratge
Els nominats foren seleccionats per un jurat independent en diversos festivals de cinema d'arreu d'Europa.
| Títol                       | Director(s)                      | País                       | Festival                     |
| --------------------------- | -------------------------------- | -------------------------- | ---------------------------- |
| Gli anni                    | Sara Fgaier                      | Itàlia França              | Festival de Venècia          |
| Aquaparque                  | Ana Moreira                      | Portugal                   | Festival de Vila do Conde    |
| Burkina Brandenburg Komplex | Ulu Braun                        | Alemanya                   | Berlinale                    |
| Vipusk '97                  | Pavlo Ostrikov                   | Ucraïna                    | Festival de Gant             |
| I Signed The Petition       | Mahdi Fleifel                    | Regne Unit Alemanya Suïssa | Festival de Sarajevo         |
| Kapitalistis                | Pablo Muñoz Gómez                | Bèlgica França             | Seminci                      |
| Kontener                    | Sebastian Lang                   | Alemanya                   | Festival de Cork             |
| Meryem                      | Reber Dosky                      | Països Baixos              | Festival d'Uppsala           |
| Sociumis patimari           | Rati Tsiteladze                  | Geòrgia                    | Festival de Tampere          |
| Lâchez les chiens           | Manue Fleytoux                   | França Bèlgica             | Festival de Cracòvia         |
| Sram                        | Petar Krumov                     | Bulgària                   | Festival de Clermont-Ferrand |
| L’échappée                  | Laëtitia Martinoni               | França                     | Festival de Drama            |
| Los que desean              | Elena López Riera                | Suïssa Espanya             | Festival de Locarno          |
| What's The Damage           | Heather Phillipson               | Regne Unit                 | Festival de Rotterdam        |
| Wildebeest                  | Nicolas Keppens, Matthias Phlips | Bèlgica                    | Festival de Bristol          |

## Premi Eurimages
- Konstantinos Kontovrakis[16]
- Giorgos Karnavas

## Premis honoraris

### Premi del mèrit europeu al Cinema Mundial
- Ralph Fiennes

### Premi a la trajectòria
- Carmen Maura

### Premi d'Honor del President i la Junta de l'EFA
- Costa Gavras[17]

## Galeria

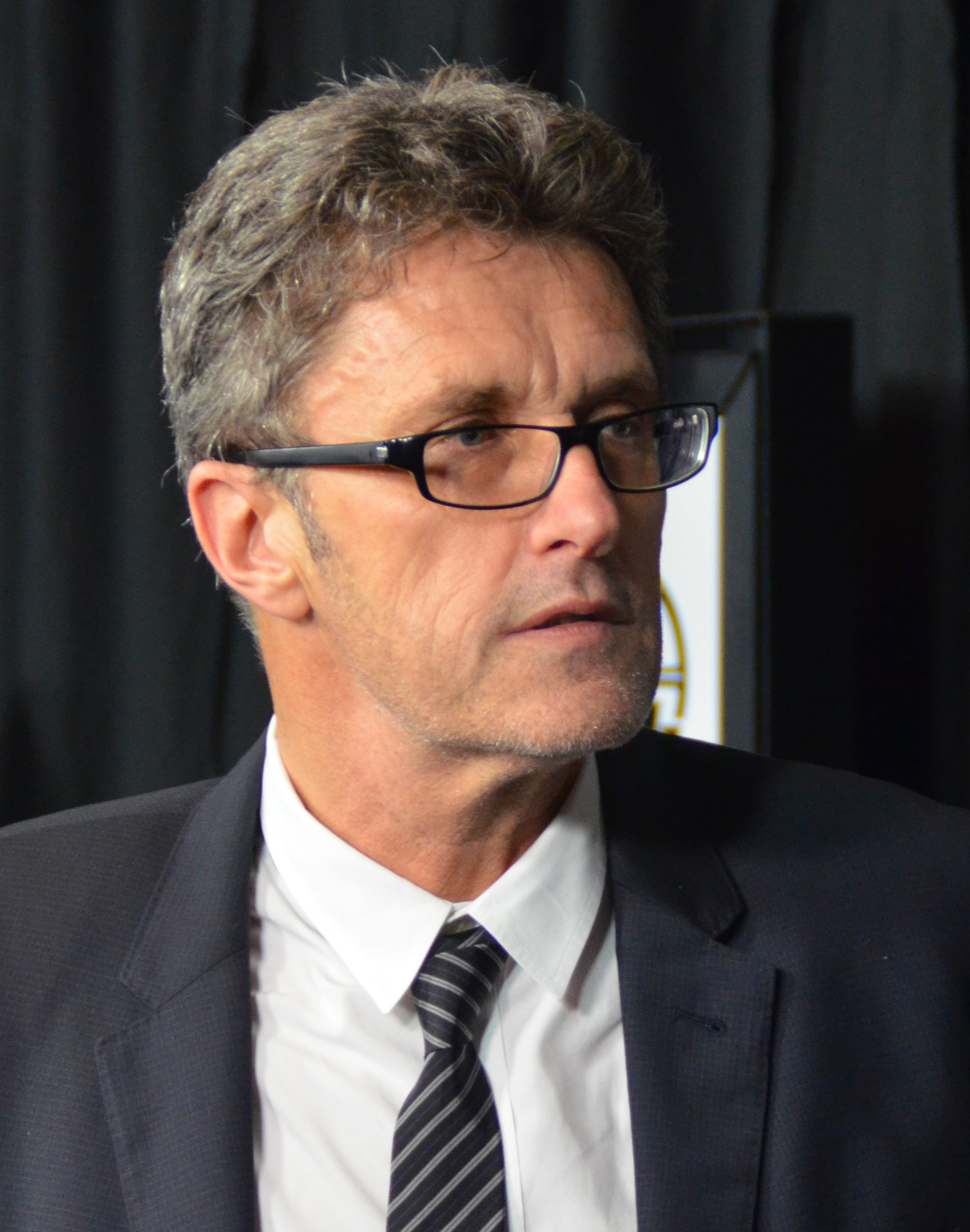
Pawel Pawlikowski, millor pel·lícula, director i guió
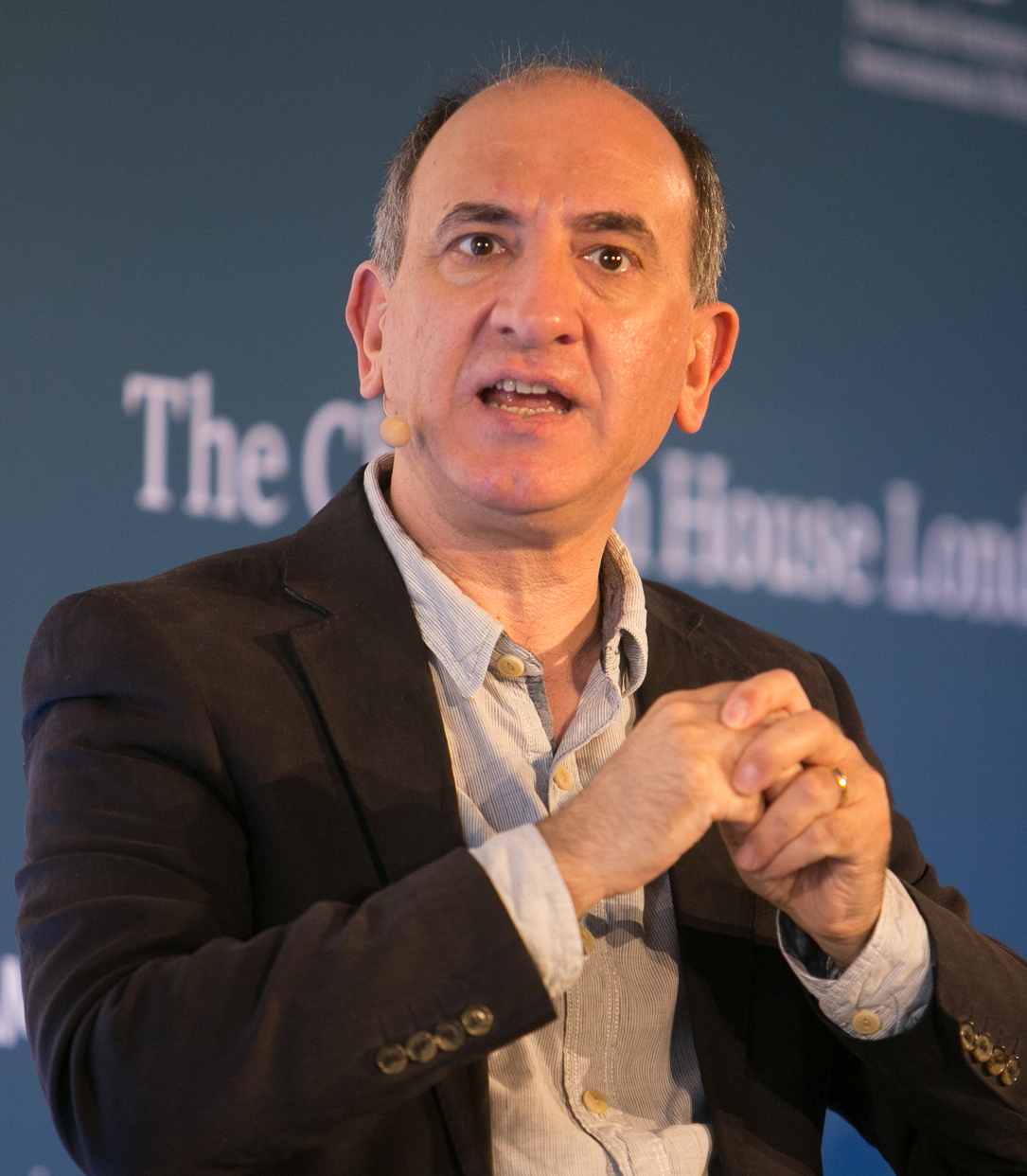
Armando Ianucci, millor comèdia
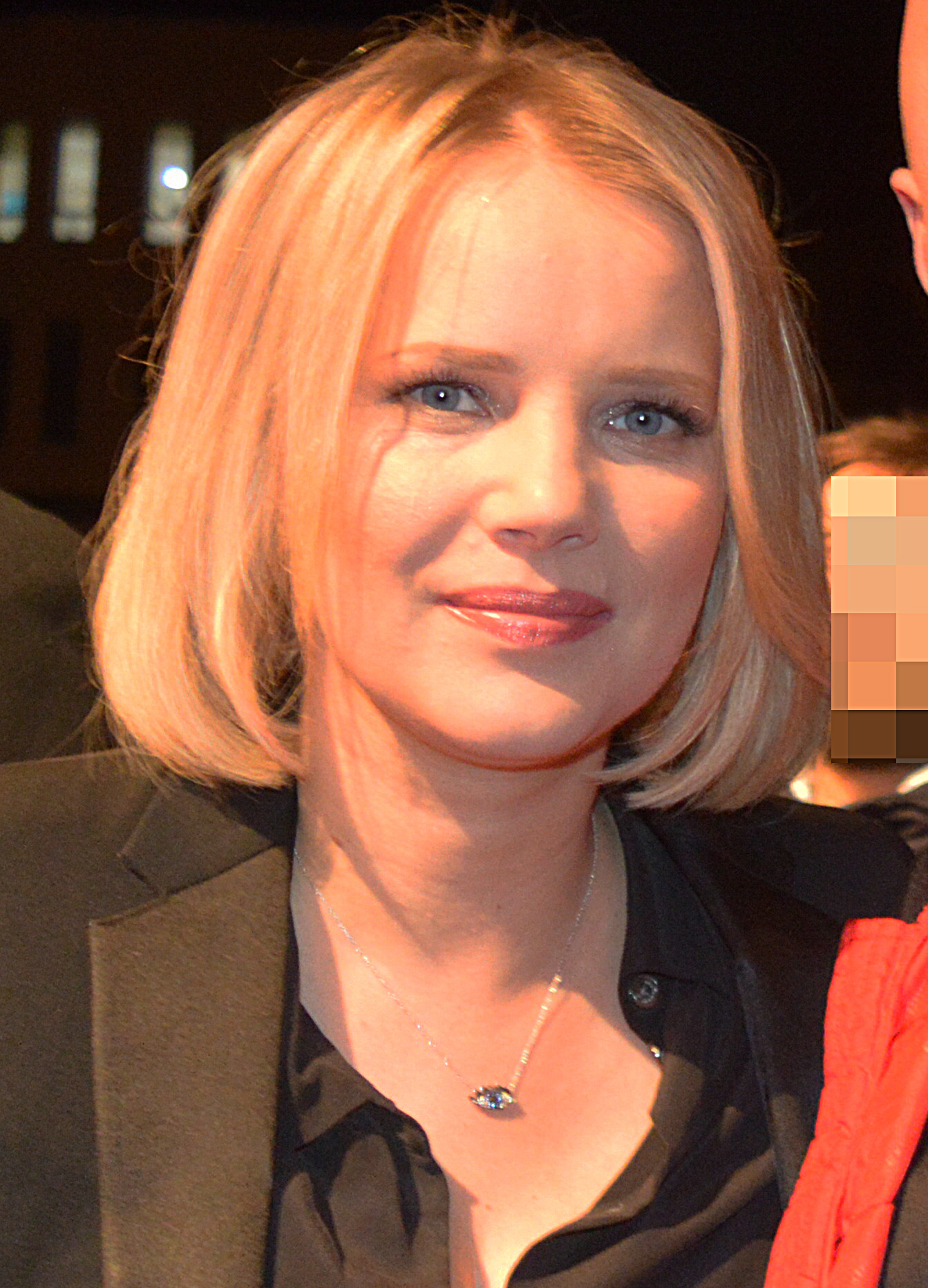
Joanna Kulig, millor actriu
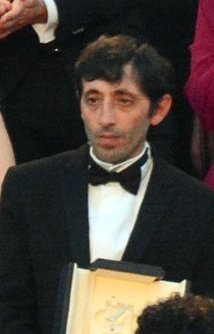
Marcello Forte, millor actor
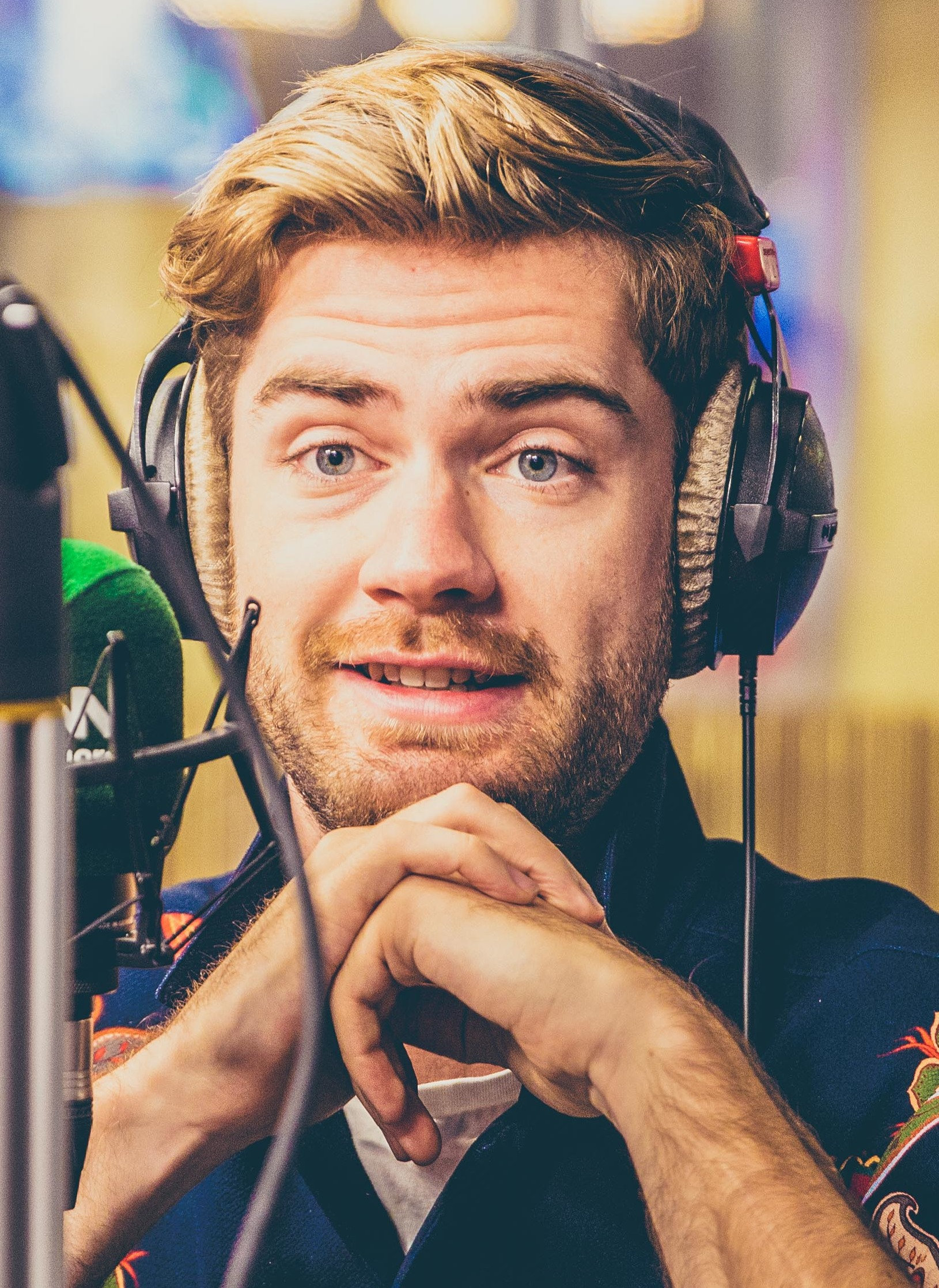
Lukas Dhont, descobriment europeu
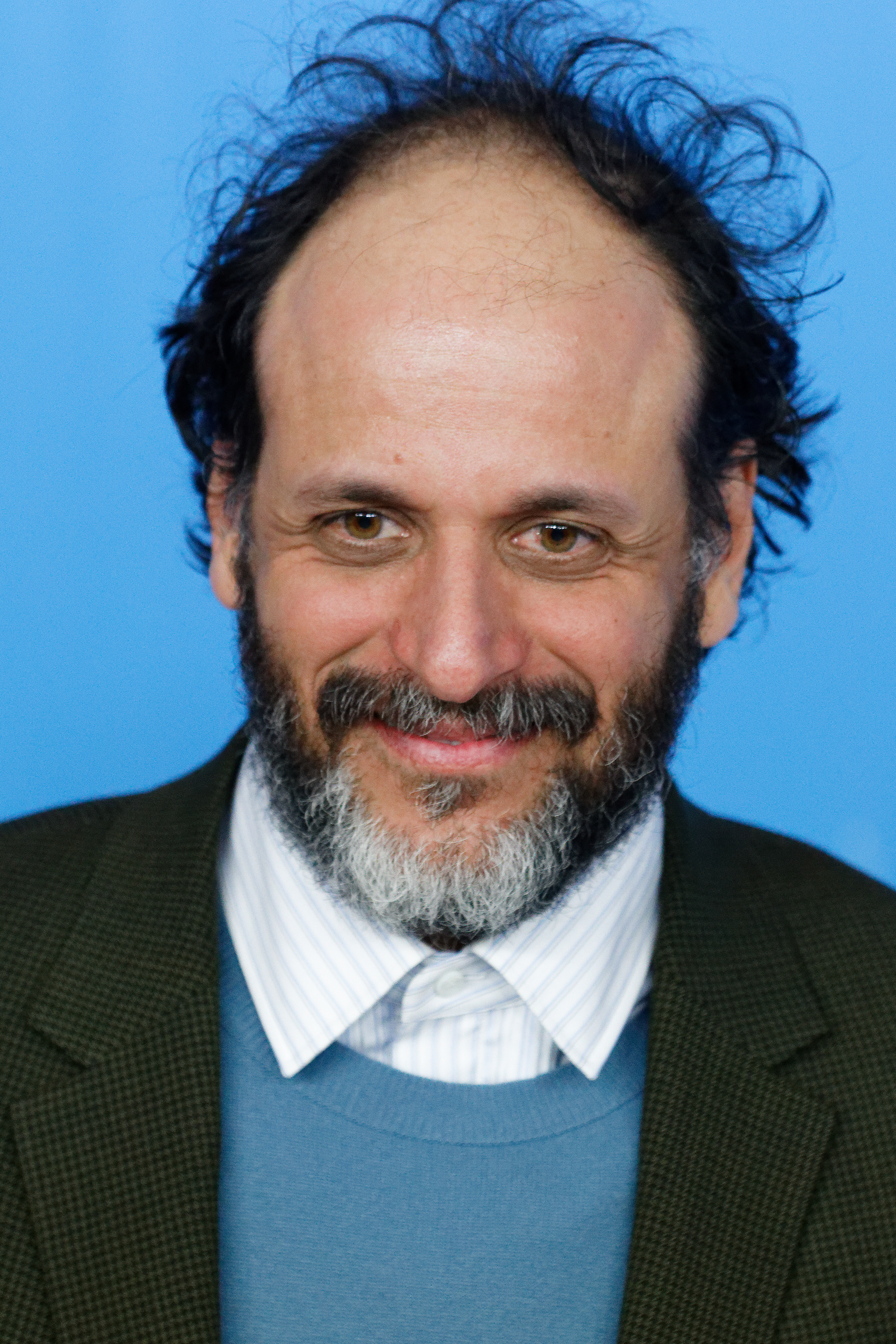
Luca Guadigno, premi del Públic
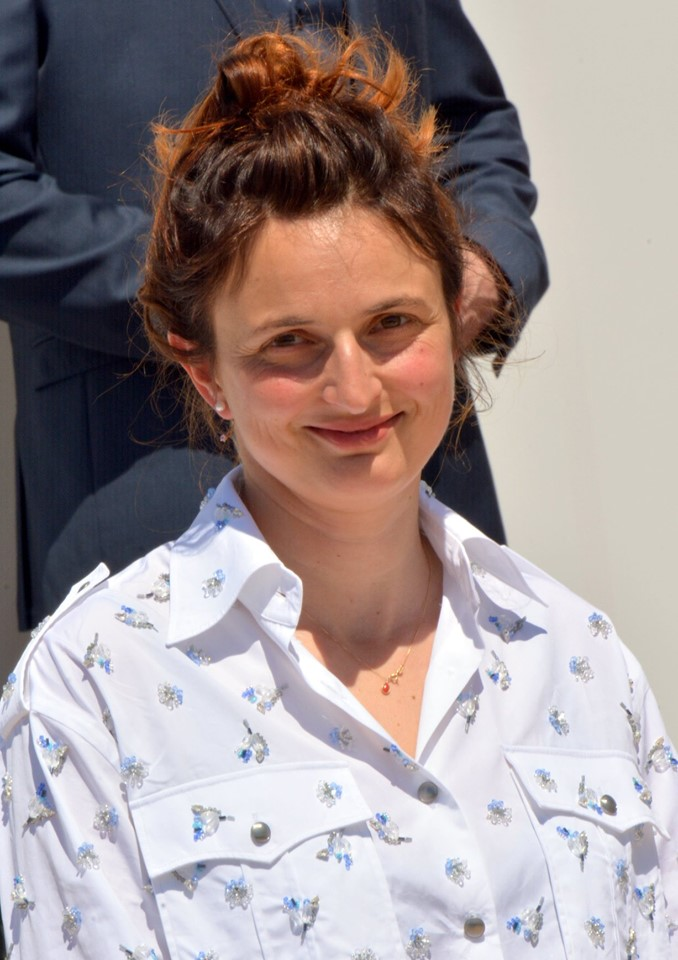
Alice Rohrwacher, premi universitari
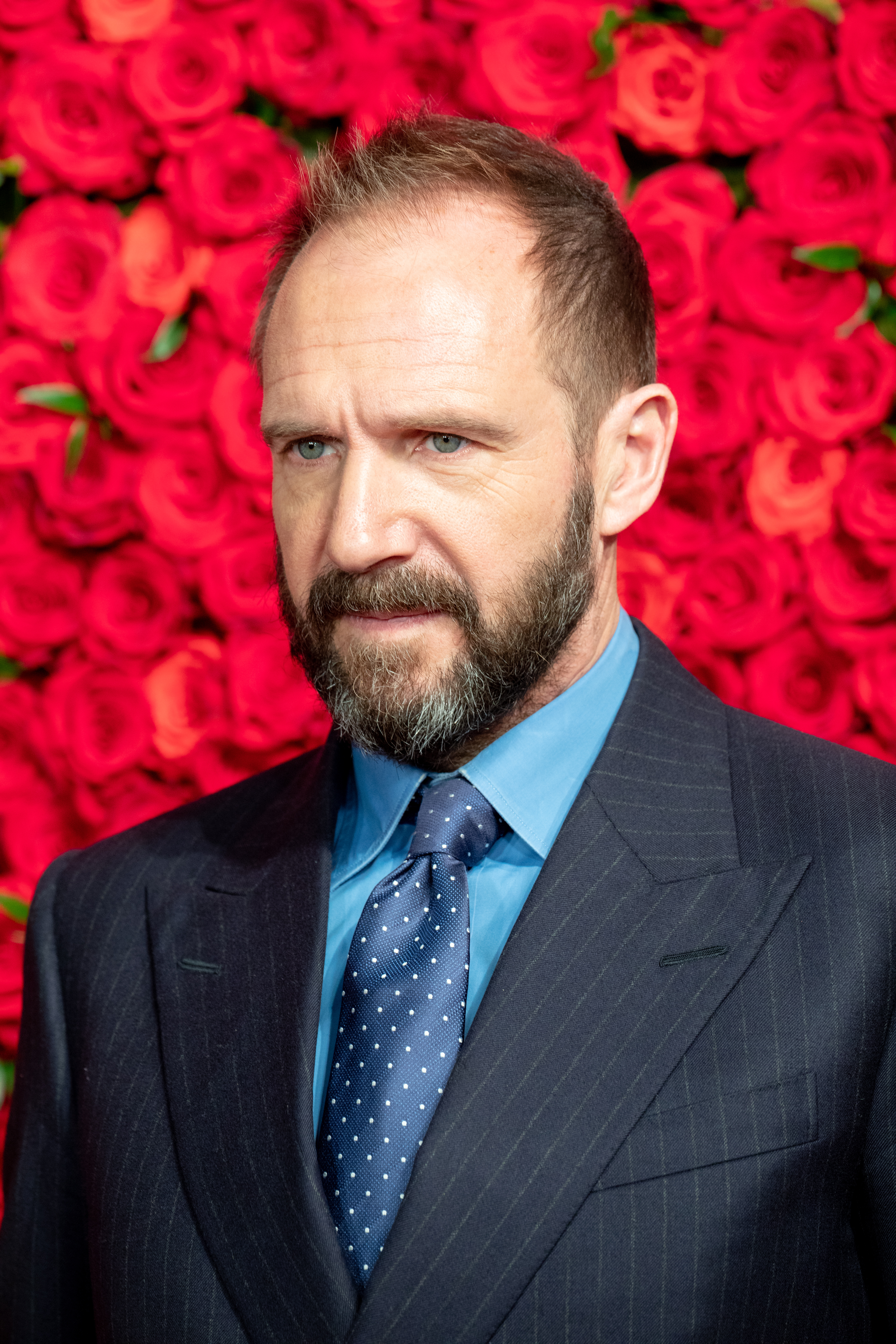
Ralph Fiennes, premi al mèrit europeu
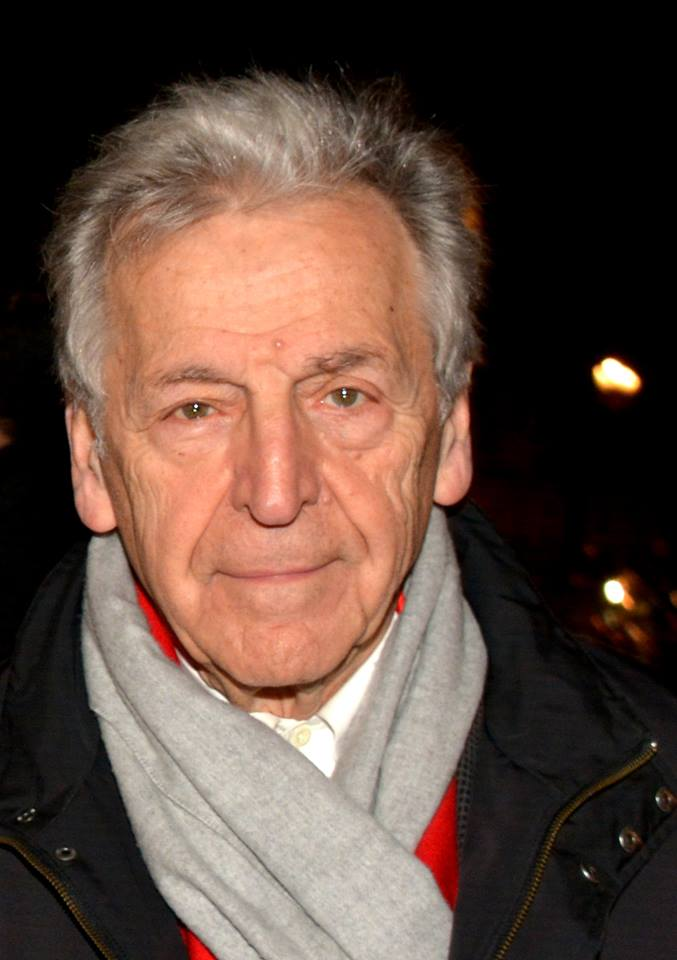
Costa Gavras, premi especial
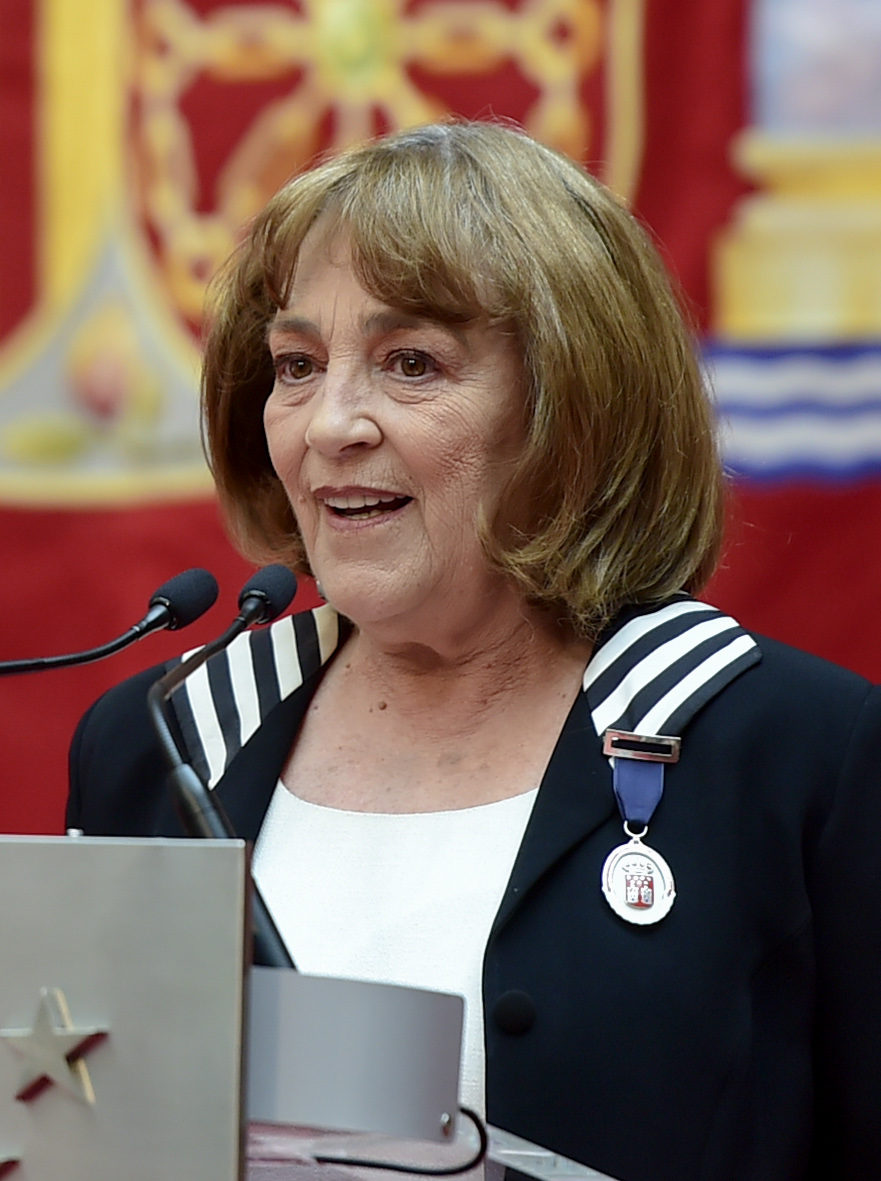
Carmen Maura, premi a la trajectòria